# Curcio (mitología)

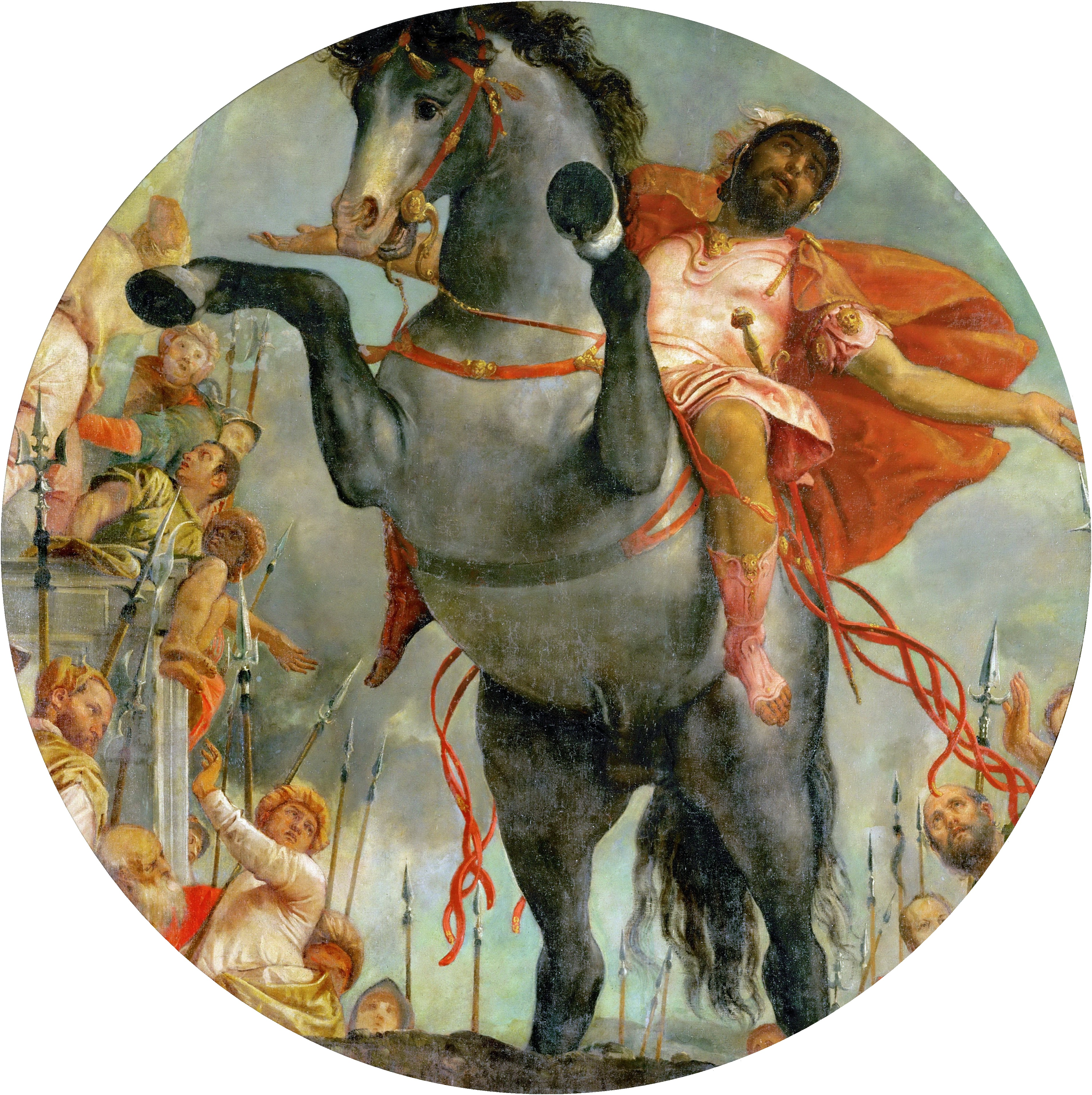
La inmolación de Curcio según El Veronés, Museo de Historia del Arte de Viena.

M. Curcio (en latín, M. Curtius) es un personaje de la mitología romana, protagonista de una leyenda asociada al lago del Foro romano que lleva su nombre. La M. podría corresponder a Mecio o Marco.

## Leyenda
Según la leyenda, en los primeros tiempos de la República se habría abierto un gran agujero en el Foro, agujero insondable e imposible de rellenar con tierra por los romanos. Finalmente, el oráculo dictaminó que la única forma de rellenar aquel gran agujero era sacrificando lo más valioso de la República.
Curcio fue quien comprendió que lo más valioso que tenían los ciudadanos de Roma era la juventud y la fuerza de sus soldados, por lo que decidió sacrificarse a sí mismo. Se arrojó al abismo montado en su caballo, siendo rellenado el agujero, formándose el lago Curcio (Lacus Curtius).
En las orillas del lago surgieron tres árboles de simbología positiva: una higuera, una viña y un olivo. Además, existía la costumbre de lanzar monedas al lago como ofrenda al «genio del agujero», Curcio.

## Leyenda alternativa
Otra leyenda hace a Curcio un sabino que participó en la guerra entre Tacio y Rómulo y que se vio atrapado con su caballo en los pantanos que entonces había alrededor del Comicio, debiendo abandonar su caballo. El nombre del lago se debería en este caso a este hecho.